# الوسط التاريخي في كيتو

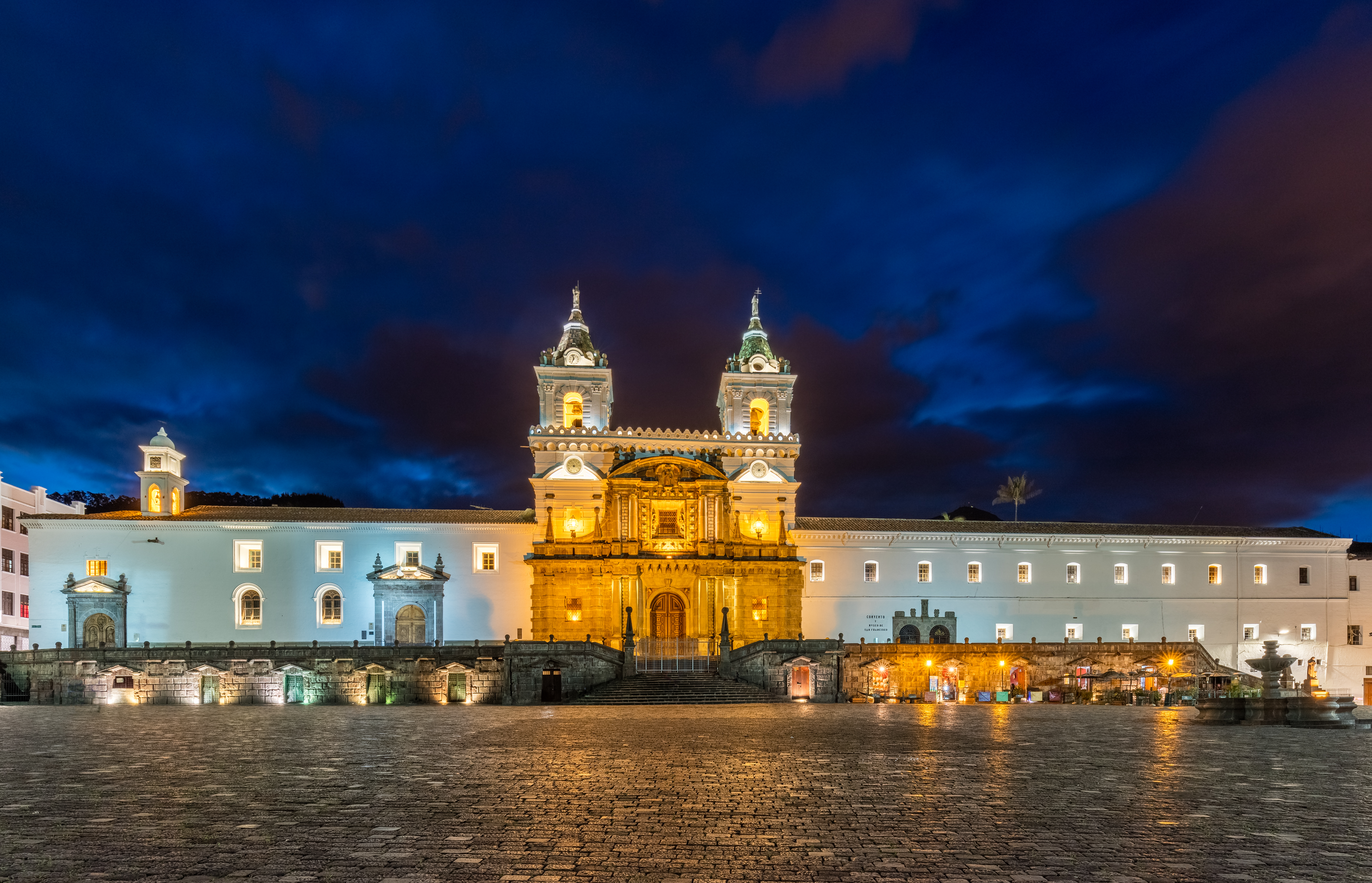
The Church of San Francisco in the historic center

تمتلك كيتو المركز التاريخي الأكبر والأقل تغيرًا والأفضل حفظًا في الأمريكتين. كان هذا المركز، جنبًا إلى جنب مع المركز التاريخي لمدينة كراكوف، بولندا، أول موقع تم إعلانه كموقع للتراث العالمي من قبل اليونسكو في 18 سبتمبر 1978. يقع المركز التاريخي لمدينة كيتو إلى الجنوب من وسط العاصمة الحالي، على مساحة 320 هكتار (790 فدان)، وتعد من أهم المناطق التاريخية بأمريكا اللاتينية.[بحاجة لمصدر] هناك حوالي 130 مبنى ضخم (تستضيف مجموعة متنوعة من فن التصوير والنحت، معظمها مستوحاة من الدين، في مجموعة متعددة الأوجه من المدارس والأساليب)، و 5000 عقار مسجل في جرد البلدية للممتلكات التراثية. [بحاجة لمصدر]

## قصر كارونديليت
قصر كارونديليت [الإنجليزية] ((بالإسبانية: Palacio de Carondelet)‏) هو مقر حكومة جمهورية الإكوادور، ويقع في المركز التاريخي لمدينة كيتو. يطل القصر على الفضاء العام الصاخب المعروف باسم ساحة الاستقلال أو بلازا غراندي (الاسم الاستعماري)، جنبًا إلى جنب مع قصر رئيس الأساقفة، وقصر البلدية، وفندق بلازا غراندي وكاتدرائية متروبوليتان. خلال الحقبة الجمهورية، حكم جميع الرؤساء تقريبًا (الدستوريين والمعتقلين والديكتاتوريين) من قصر كارونديليت. يقع المقر الرئاسي في الطابق الثالث للقصر إلى جانب المكاتب الإدارية. السكن عبارة عن شقة فاخرة على الطراز الاستعماري يسكن فيها الرئيس وعائلته. قام رافائيل كوريا، الرئيس من عام 2007 إلى عام 2017، بتحويل المجمع الرئاسي إلى متحف متاح لجميع الراغبين في زيارته.

## كنيسة ديل فوتو الوطنية
تعد كنيسة ديل فوتو الوطنية [الإنجليزية] الضخمة أهم مبنى من الطراز القوطي الجديد في الإكوادور، وواحد من أكثر المباني تمثيلا للقارة الأمريكية. كانت ذات يوم الأكبر في العالم الجديد.

## كاتدرائية كيتو
تعد كاتدرائية كيتو واحدة من أكبر الرموز الدينية ذات القيمة الروحية للمجتمع الكاثوليكي في المدينة. بدأ بناء هذه الكنيسة في عام 1562، أي بعد سبعة عشر عامًا من إنشاء أبرشية كيتو في عام 1545. تم الانتهاء من بناء الكنيسة في عام 1806، أثناء إدارة ال رئيس ريال أودينسيا، البارون هيكتور دي كارونديليت. [بحاجة لمصدر]
كان أحد الأحداث الرئيسية التي وقعت في هذه الكاتدرائية هو مقتل أسقف كيتو، خوسيه إجناسيو تشيكا إي باربا، الذي تم تسميمه خلال قداس الجمعة العظيمة في 30 مارس 1877 بواسطة سم الإستركنين المذاب في النبيذ المركز. الكاتدرائية هي أيضًا مكان دفن بقايا المارشال الكبير أنطونيو خوسيه دي سوكري والعديد من رؤساء الجمهورية، وكذلك الأساقفة والكهنة الذين ماتوا في الأبرشية. تقع الكاتدرائية على الجانب الجنوبي من ساحة بلازا دي لا إندبيندينسيا. [بحاجة لمصدر]

## كنيسة لا كومبانيا المسيح
بدأ بناء كنيسة لا كومبانيا عام 1605. واستغرق البناء 160 عامًا. في عام 1765 تم الانتهاء من العمل مع بناء الواجهة. تم القيام بذلك من قبل الأمريكيين الأصليين الذين قاموا بتشكيل الحجارة بعناية لبناء الواجهة على الطراز الباروكي المزخرف، في أحد أفضل الأمثلة على هذا الفن في الأمريكتين.

## كنيسة سان فرانسيسكو
كنيسة سان فرانسيسكو هي أكبر المجموعات المعمارية الموجودة في المراكز التاريخية للمدن في أمريكا اللاتينية. بدأ بناء الكنيسة في عام 1550، على أرض مجاورة للساحة حيث شارك الأمريكيون الأصليون في مقايضة المنتجات.

## كنيسة ساجاريو
في العصر الاستعماري، كانت كنيسة إل ساجاريو واحدة من أكبر الأعاجيب المعمارية في كيتو. البناء على طراز عصر النهضة الإيطالي وقد تم بناؤه في أواخر القرن السابع عشر. بها شاشة تدعم منحوتاتها وزخارفها. تم بناء هذا الهيكل من قبل برناردو دي ليغاردا. يؤدي قوسه المركزي إلى قبة مزينة بلوحات جدارية لمشاهد توراتية لرؤساء الملائكة. قام به فرانسيسكو ألبان. تم طلاء المذبح بواسطة ليجارد . يقع في شارع Calle García Moreno بالقرب من الكاتدرائية. [بحاجة لمصدر]

## كنيسة سانتو دومينكو
على الرغم من وصولهم إلى كيتو في عام 1541، بدأ الدومينيكان في بناء معبدهم الخاص في عام 1580، باستخدام مخططات فرانسيسكو بيسيرا، وتحت إشرافه. اكتمل العمل في النصف الأول من القرن السابع عشر. يوجد داخل الكنيسة هياكل قيمة، مثل المذبح الرئيسي القوطي الجديد. تم تثبيت هذا في أواخر القرن التاسع عشر من قبل الدومينيكان الإيطاليين. يتميز سقف الكنيسة ذات الطراز المدجن برسومات لشهداء رهبانية القديس دومينيك. سقف الصحن مدعوم بإطار مزدوج ومفصل مزخرف من الداخل بزخرفة. في المتحف على الجانب الشمالي من الدير السفلي، هناك قطع رائعة لنحاتين كيتو العظماء مثل القديس دومينيك دي غوزمان للأب كارلوس، القديس يوحنا الرب لكاسبيكارا، والقديس توماس الأكويني ليجاردا. تحفة باروكية أخرى لا تزال قائمة حتى اليوم [بحاجة لمصدر]، هي كنيسة نويسترا سينورا ديل روزاريو، وهي رمز معماري معروف في كيتو. تم بناء هذه الكنيسة الصغرة بجانب الكنيسة. تأسست أكبر أخوية في مدينة كيتو في هذه الكنيسة الصغيرة.[هل المصدر موثوق به؟]

## معرض الصور

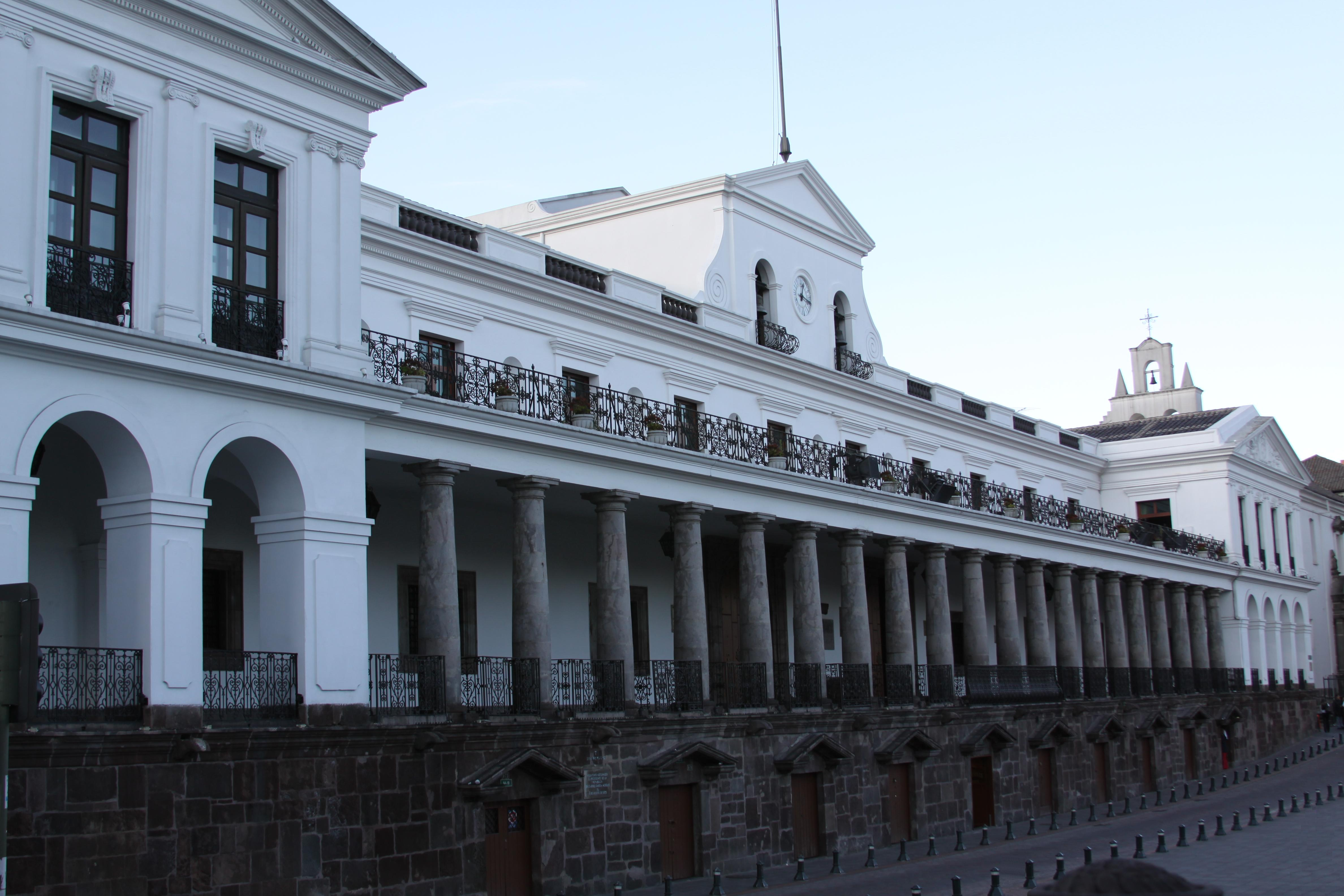
قصر كارونديليت مكتب ومنزل الاقامة لرئيس الاكوادور
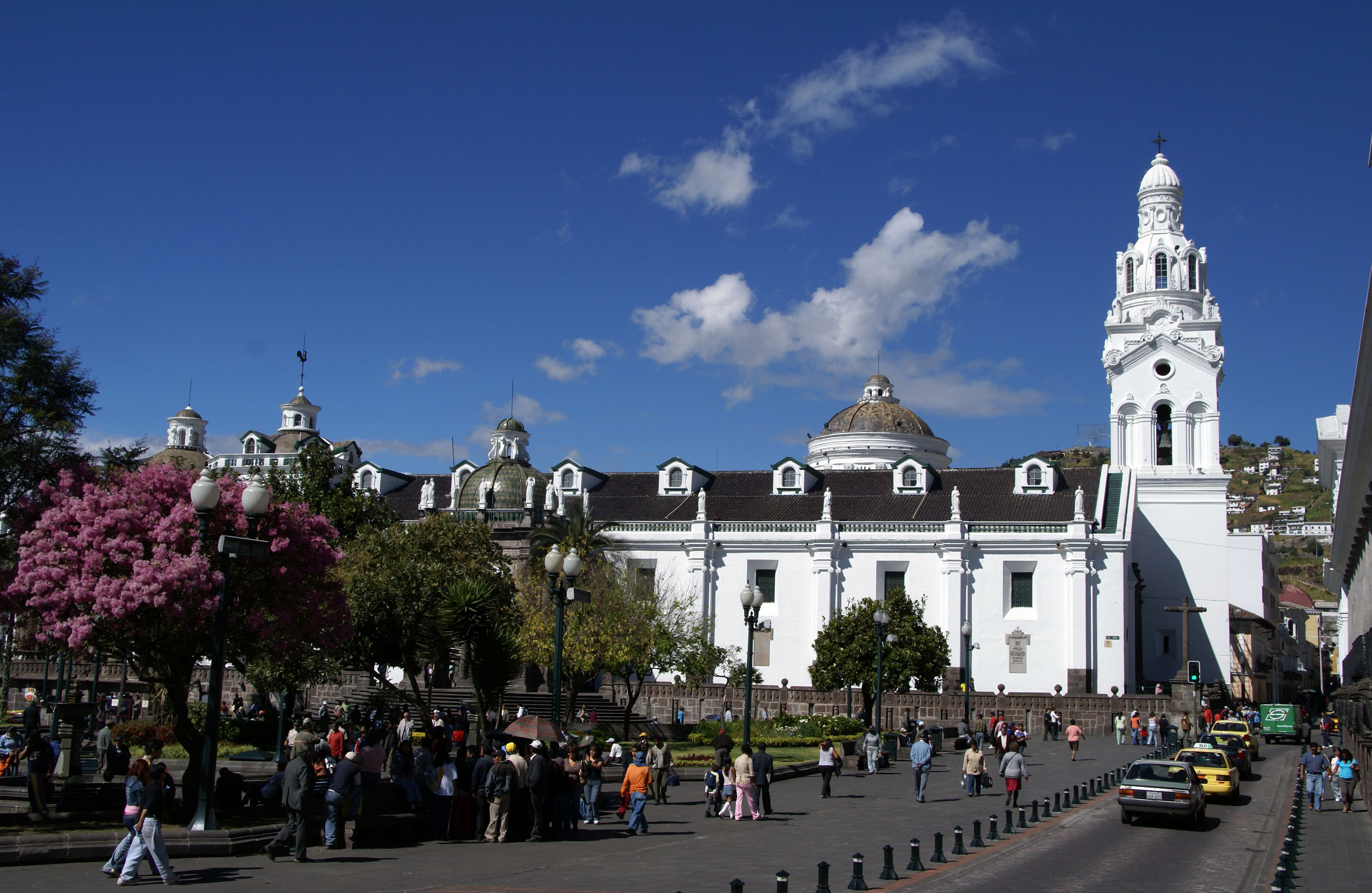
كاتدرائية كيتو
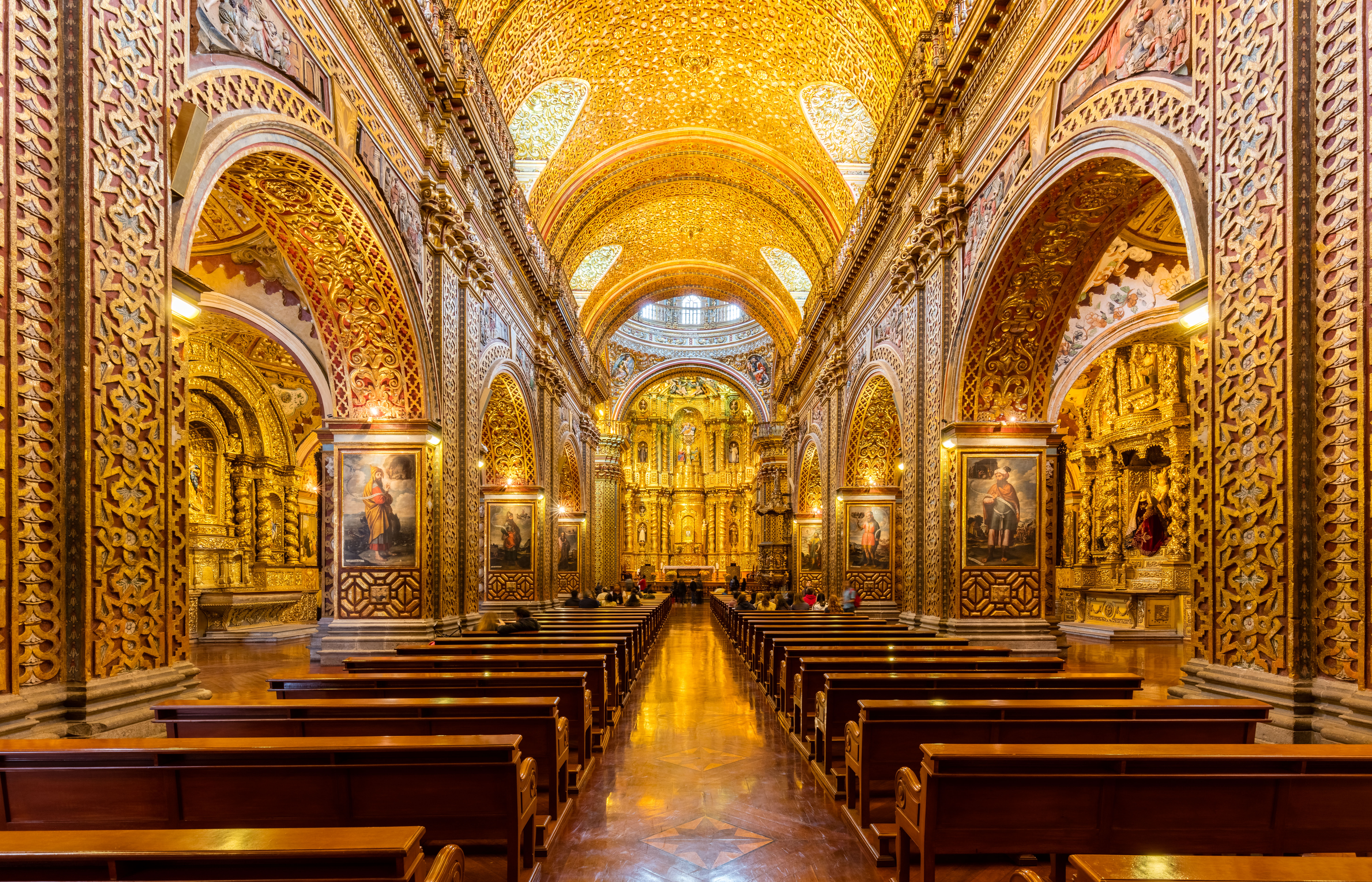
كنيسة لا كومبانيا المسيح
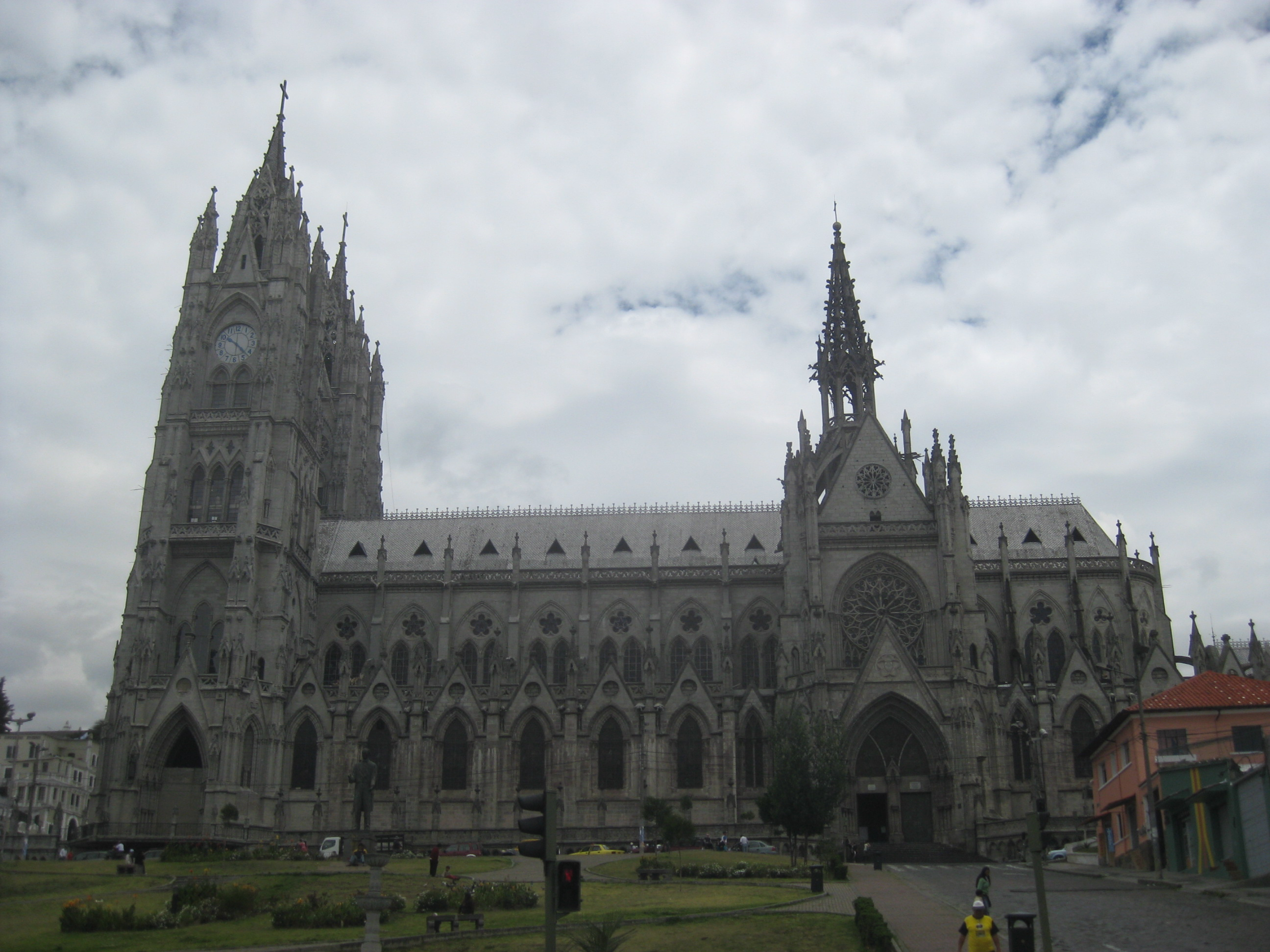
كنيسة ديل فوتو الوطنية
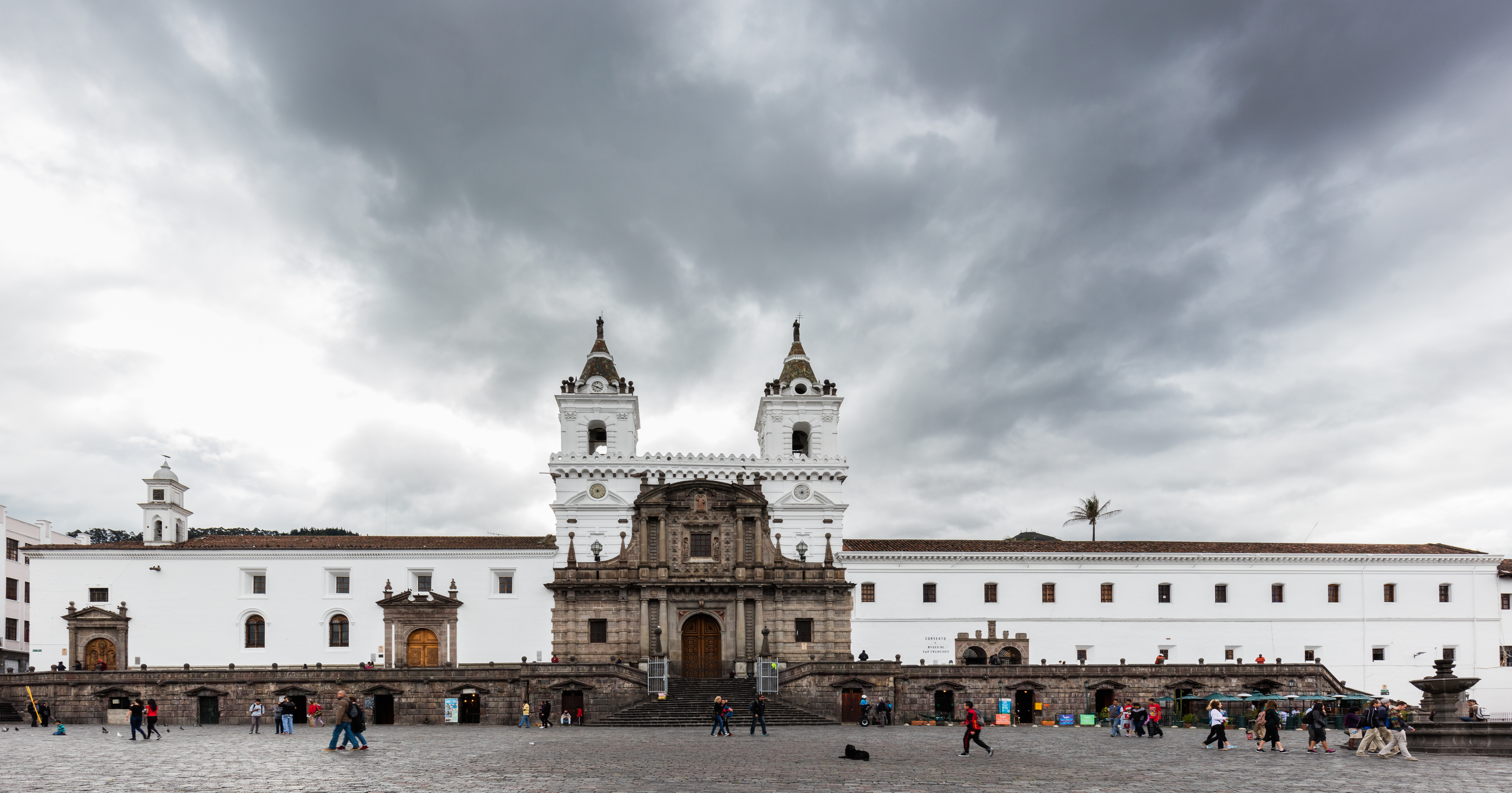
كنيسة سان فرانسيسكو
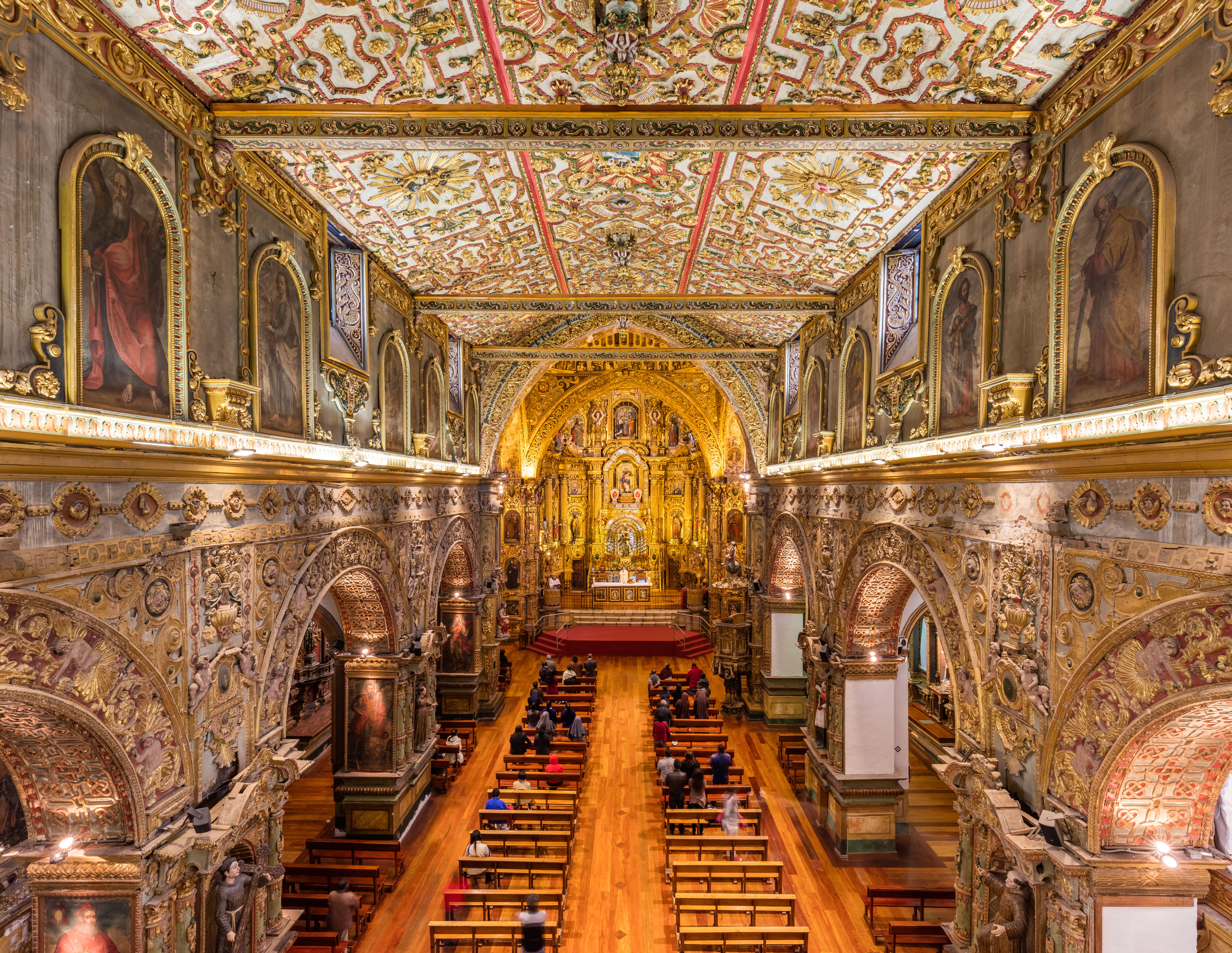
التصميم الداخلي والزخارف في كنيسة سان فرانسيسكو
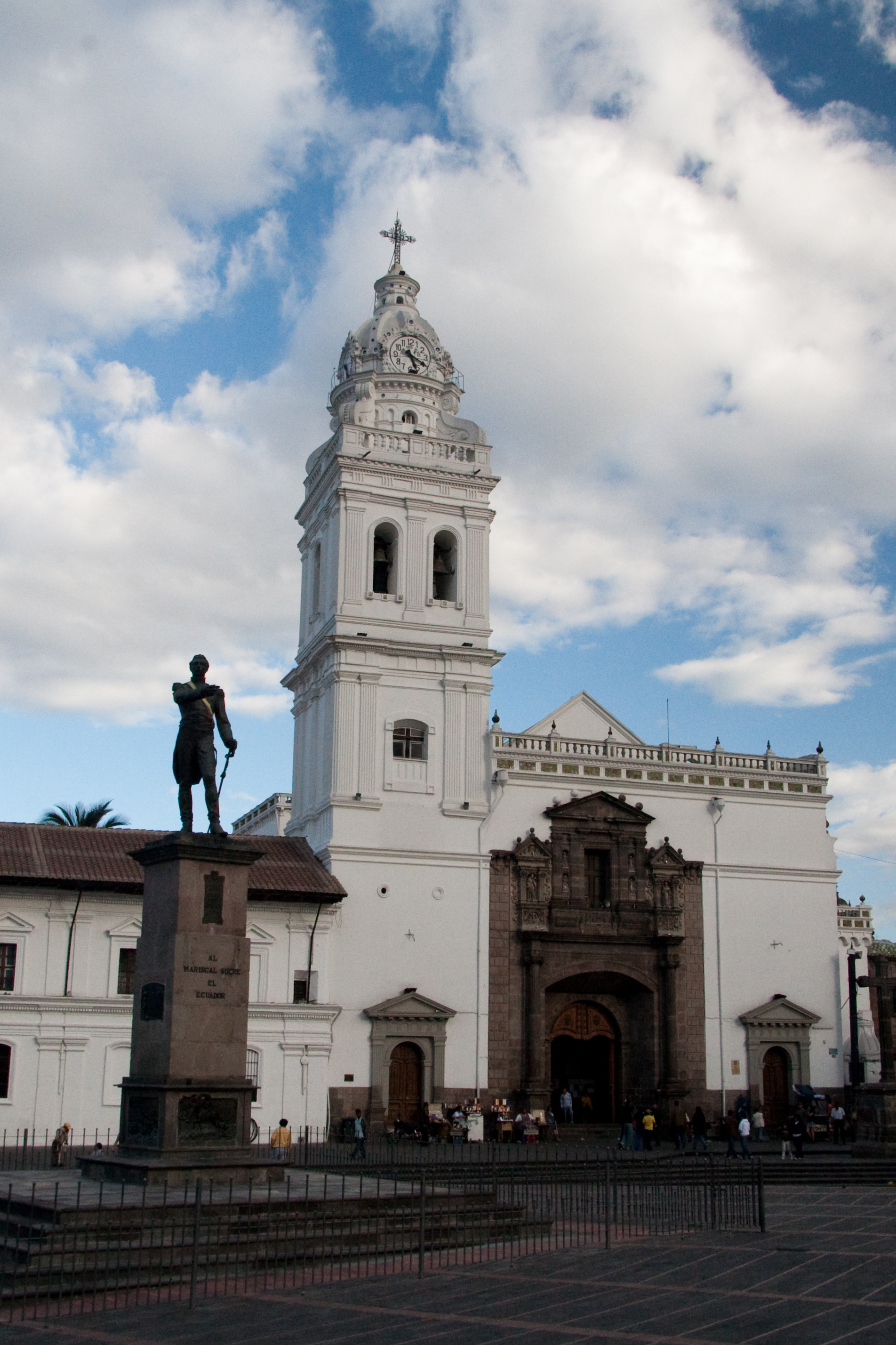
كنيسة سانتو دومينكو - المنظر من بعد الى
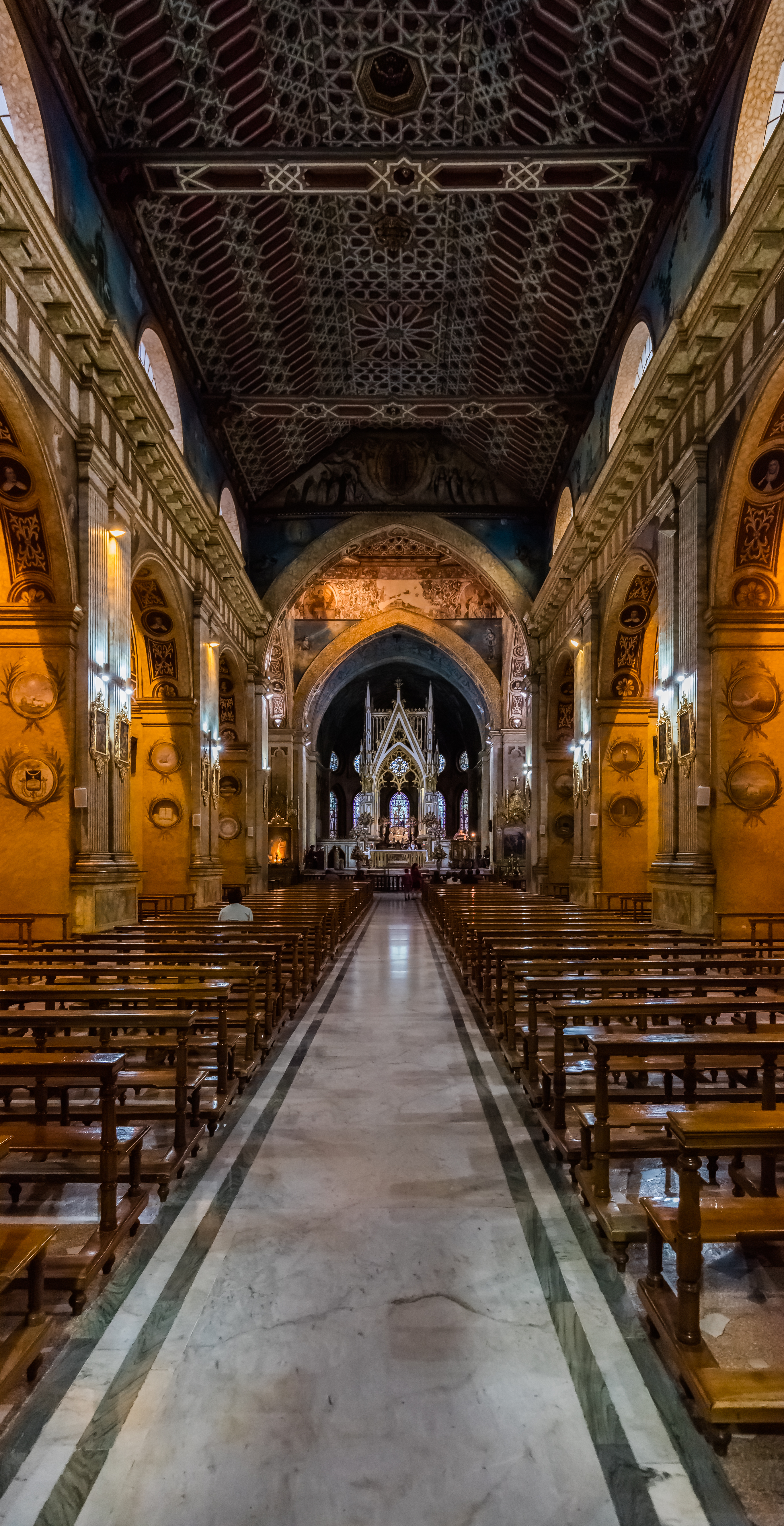
كنيسة سانتو دومينكو - الطراز والتصميم الداخلي
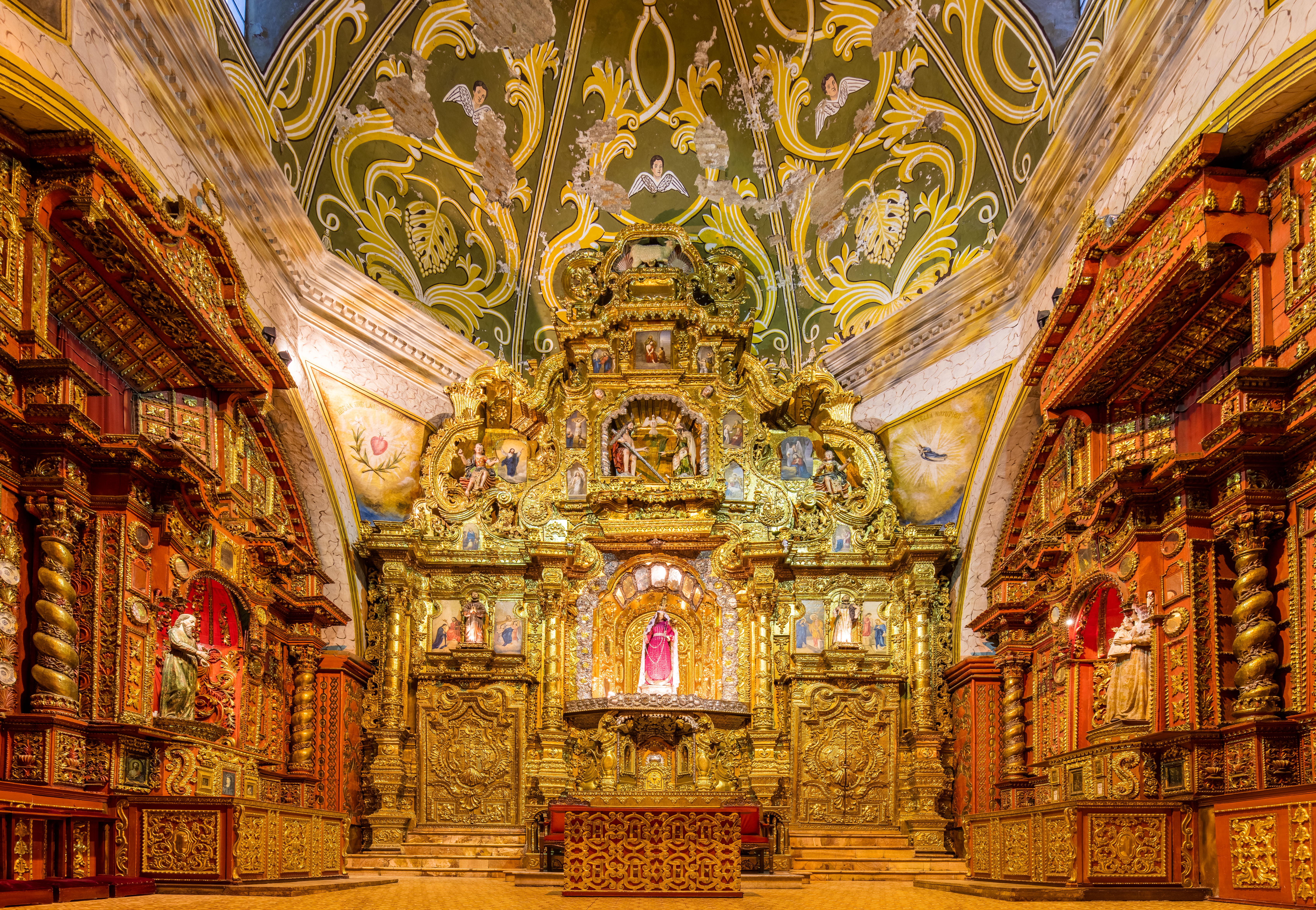
الكنيسة الصغيرة للأخوية في كنيسة سان فرانسيسكو
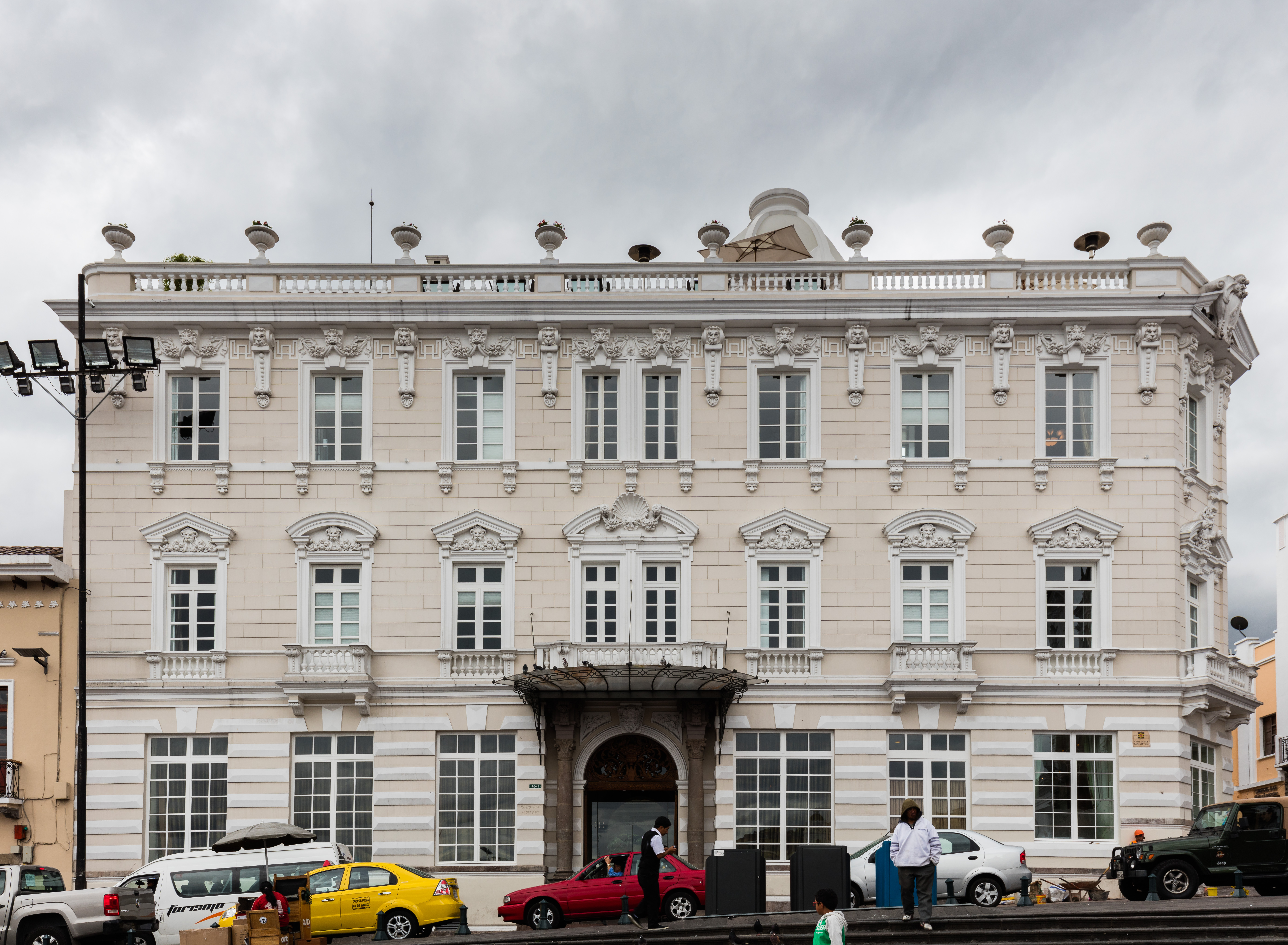
Gangotena Palace
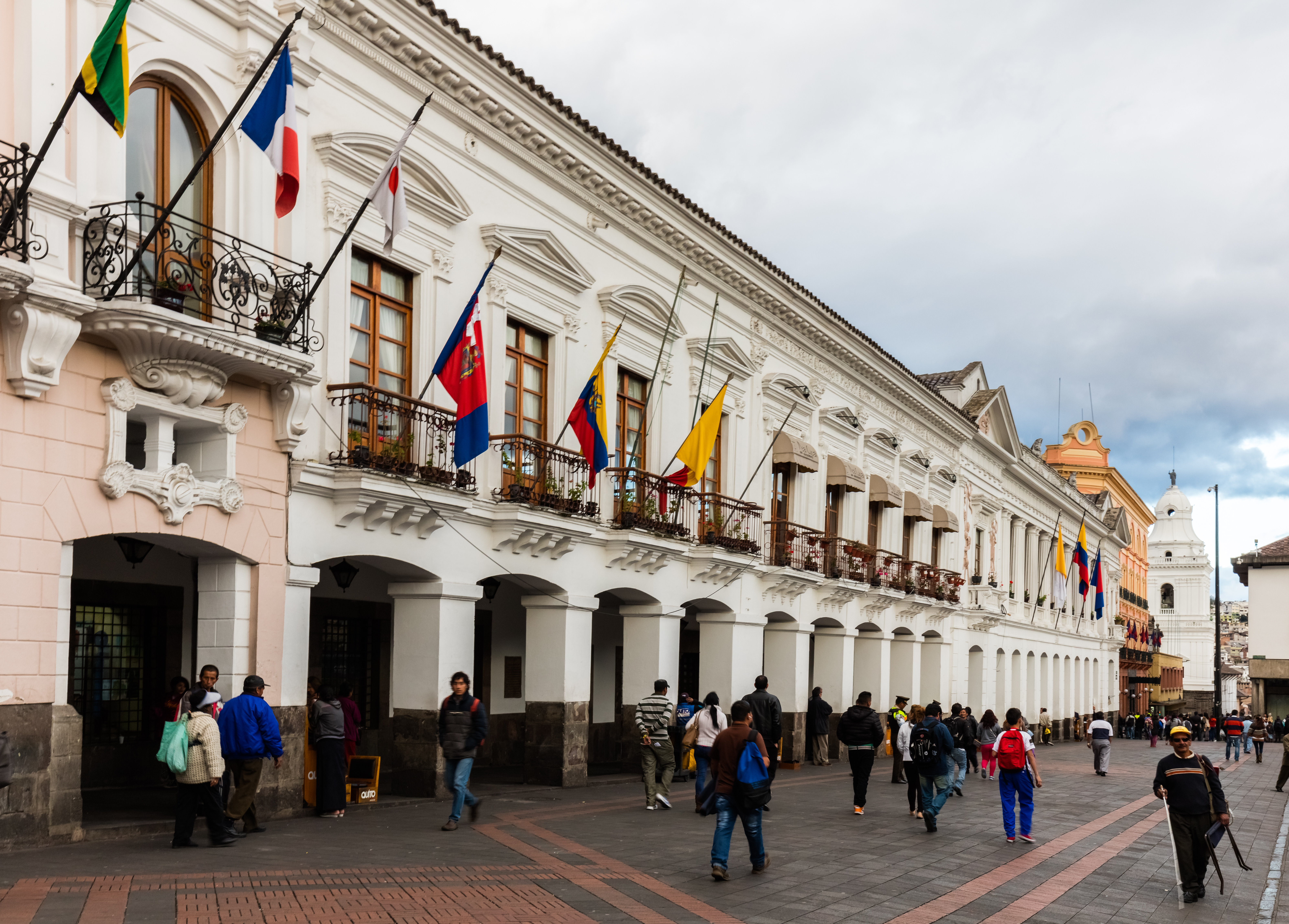
مبنى البلدية في بلازا غراند
بلازا غراند
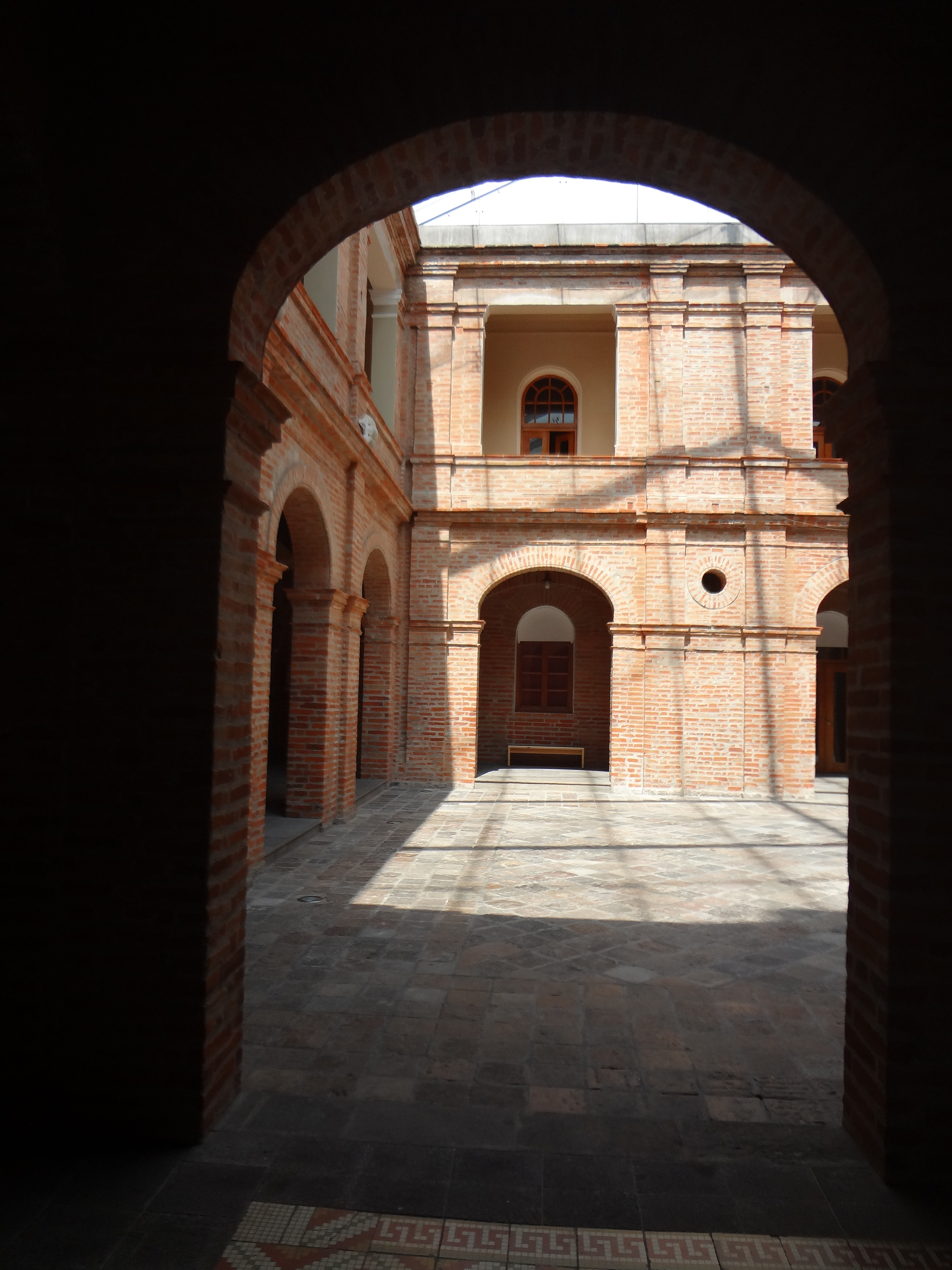
مركز الفن المعاصر ، كيتو.
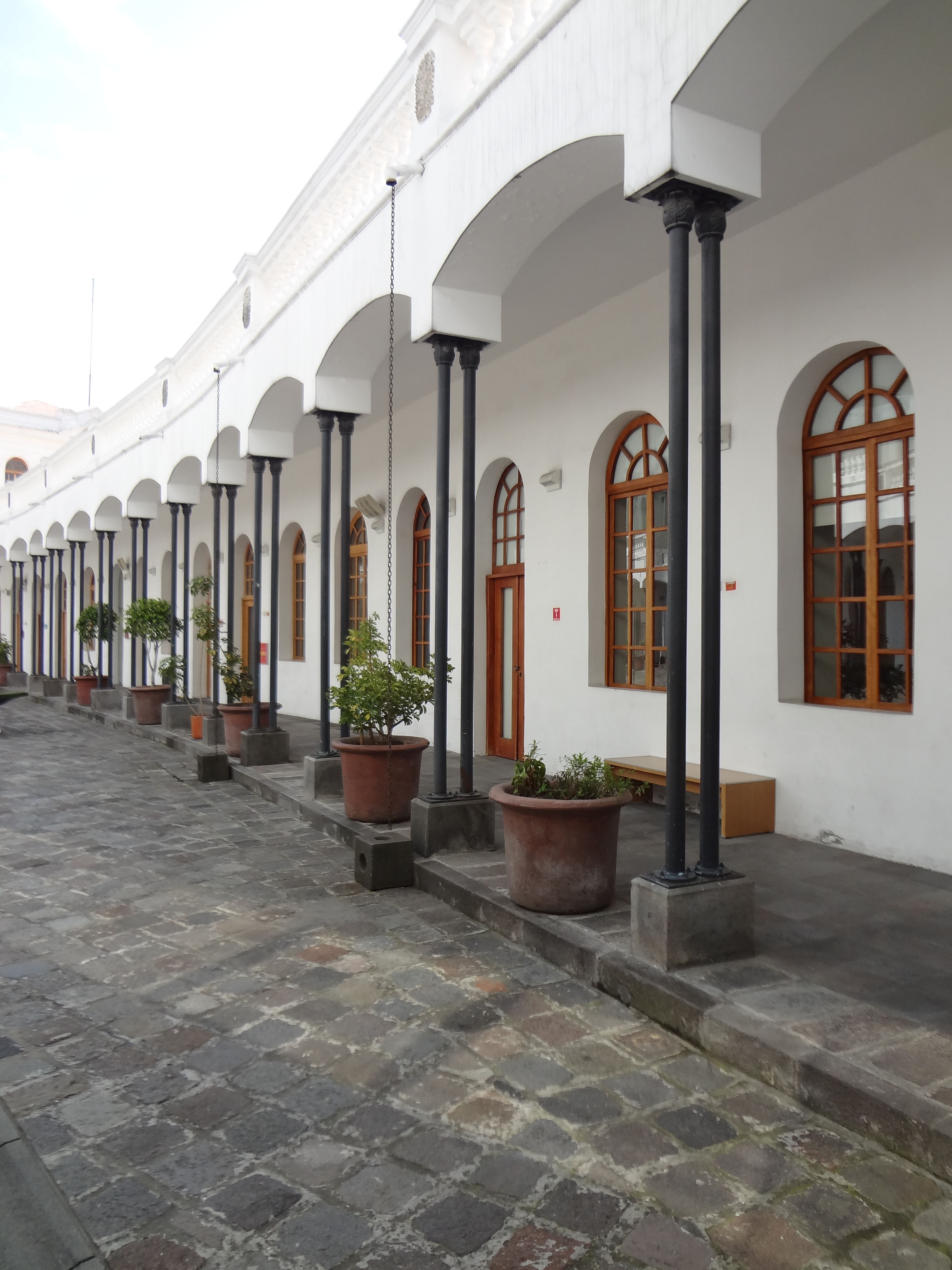
المستشفى العسكري القديم (المركز التاريخي ، كيتو)
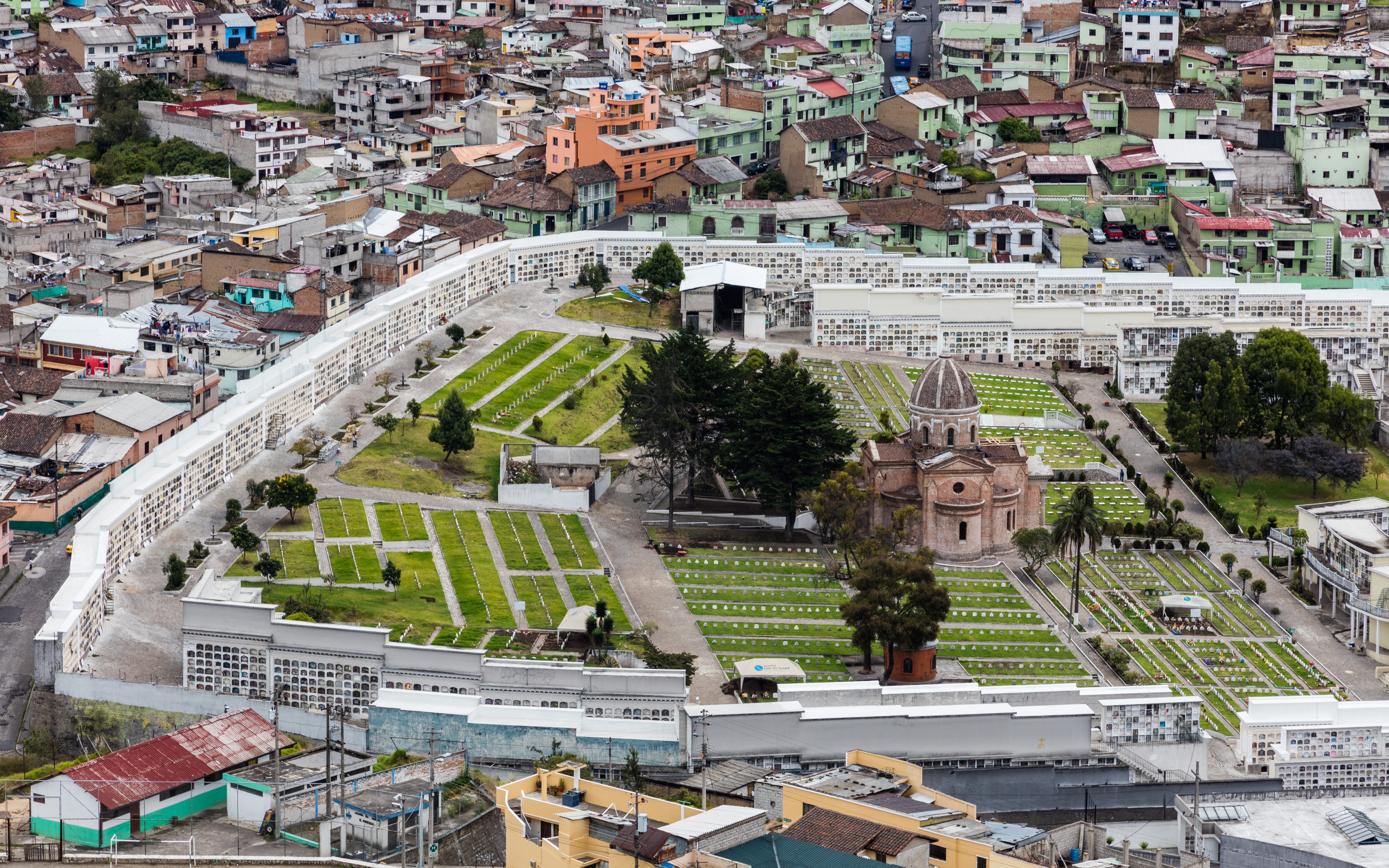
مقبرة سان دييغو ، كيتو